# Pro-Pain
Pro-Pain ist eine US-amerikanische Musikgruppe um den Sänger und Bassisten Gary Meskil aus New York. Die Band spielt einen Crossover aus Hardcore und Metal. Ihr Stil wird auch oft dem Metalcore und dem New York Hardcore, den auch Bands wie Biohazard oder Merauder Anfang der 1990er-Jahre spielten, zugeordnet.

## Geschichte
Gary Meskil, der zuvor bei der Hardcore-Band Crumbsuckers gespielt hatte, gründete Pro-Pain im Jahr 1992. Nach mehreren Umbesetzungen ist er das einzige verbliebene Gründungsmitglied. Bis heute hat die Band 14 Studio-Alben veröffentlicht, zusätzlich ein Livealbum, ein Best-of- und ein Coveralbum, auf dem sie Songs bekannter Bands wie Motörhead, Böhse Onkelz oder Agnostic Front gecovert haben. Ihre Musik ist vor allem in ihrer früheren Phase durch groovende Rhythmen, Gitarrensound und besonders Gary Meskils typisch brüllenden Gesang, die teilweise auch klarem Gesang oder tiefen Growls weichen, gekennzeichnet. Viele Songs der späteren Alben weichen von diesem Stil ab z. B. durch zuvor nicht vorhandene Elemente wie weiblichen Background-Gesang oder stärkeren Einsatz von Doublebass, wobei letzteres die Musik teilweise mehr nach Death Metal klingen lässt.
Bekanntheitsgrad in Deutschland erlangte die Band durch ständige Live-Präsenz, vor allem aber durch ausgedehnte Headlinertouren u. a. mit Postmortem, aber auch als Vorgruppe für die Gruppe Böhse Onkelz, die von Pro-Pain auf der kompletten 1998er Tour und einigen Freiluftauftritten, wie dem Abschlusskonzert „Vaya con Tioz“ unterstützt wurden.
2011 stieg Gitarrist Tom Klimchuck wegen gesundheitlicher Probleme aus. Er wurde durch Adam Phillips ersetzt.
In der Nacht vom 3. auf den 4. Juli 2017 wurde Sänger Gary Meskil, der sich mit Pro-Pain auf Europatournee befand, Opfer eines Raubüberfalls nach einem Kneipen-Besuch in der belgischen Hauptstadt Brüssel. Eine Bande von Tätern nahm ihm dabei Geld, Ausweis und Kreditkarten ab, anschließend schlugen die Diebe mit einem Eispickel mehrmals auf den Kopf von Meskil ein, der dadurch ein Schädeltrauma, verschiedene Brüche in Gesicht und Kiefer und starken Blutverlust erlitt. Die Polizei konnte die Täter ermitteln. Wegen des Vorfalls mussten Pro-Pain ihre Tournee unterbrechen.

## Bandmitglieder

Pro Pain live auf dem With Full Force 2018
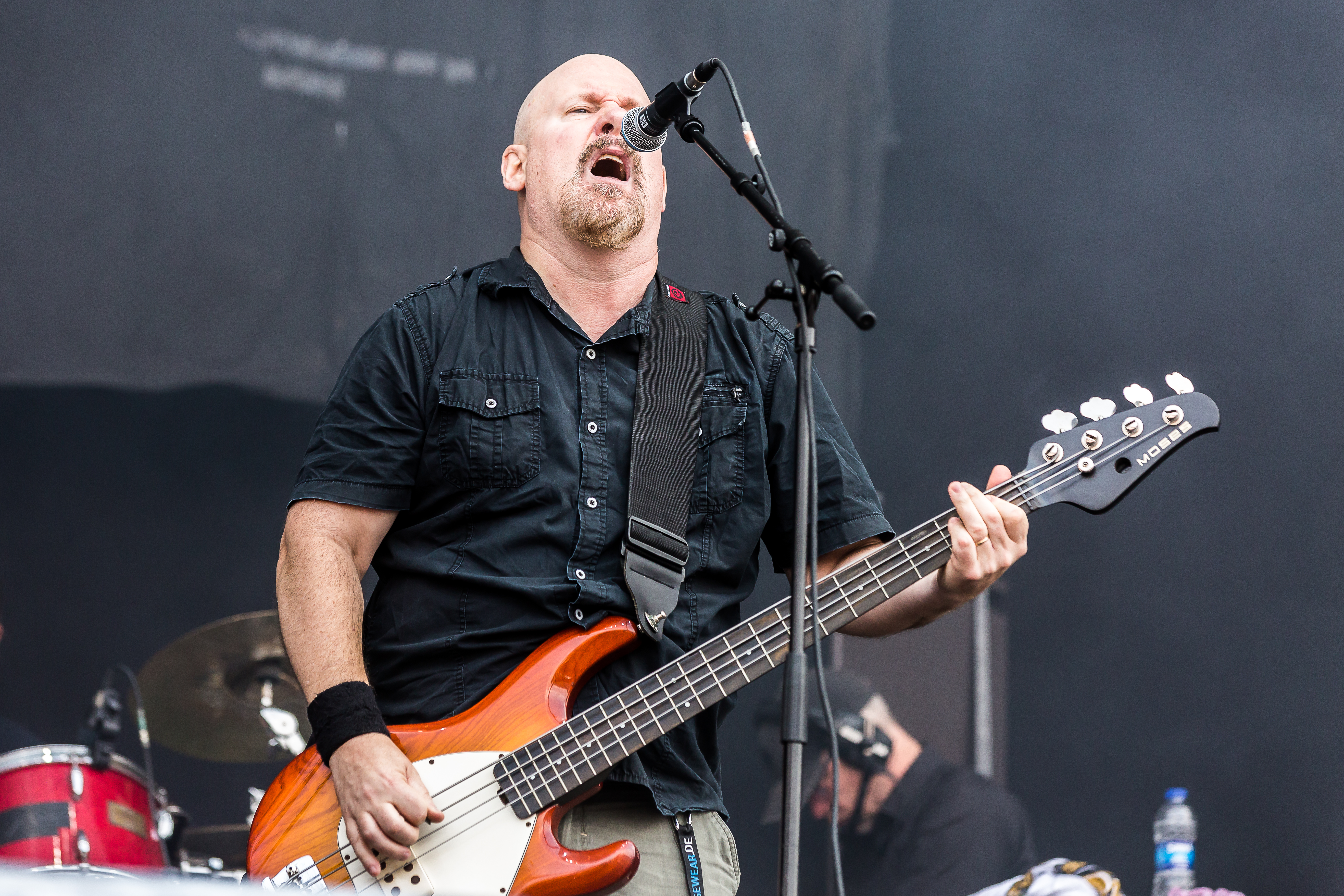
Sänger und Bassist Gary Meskil
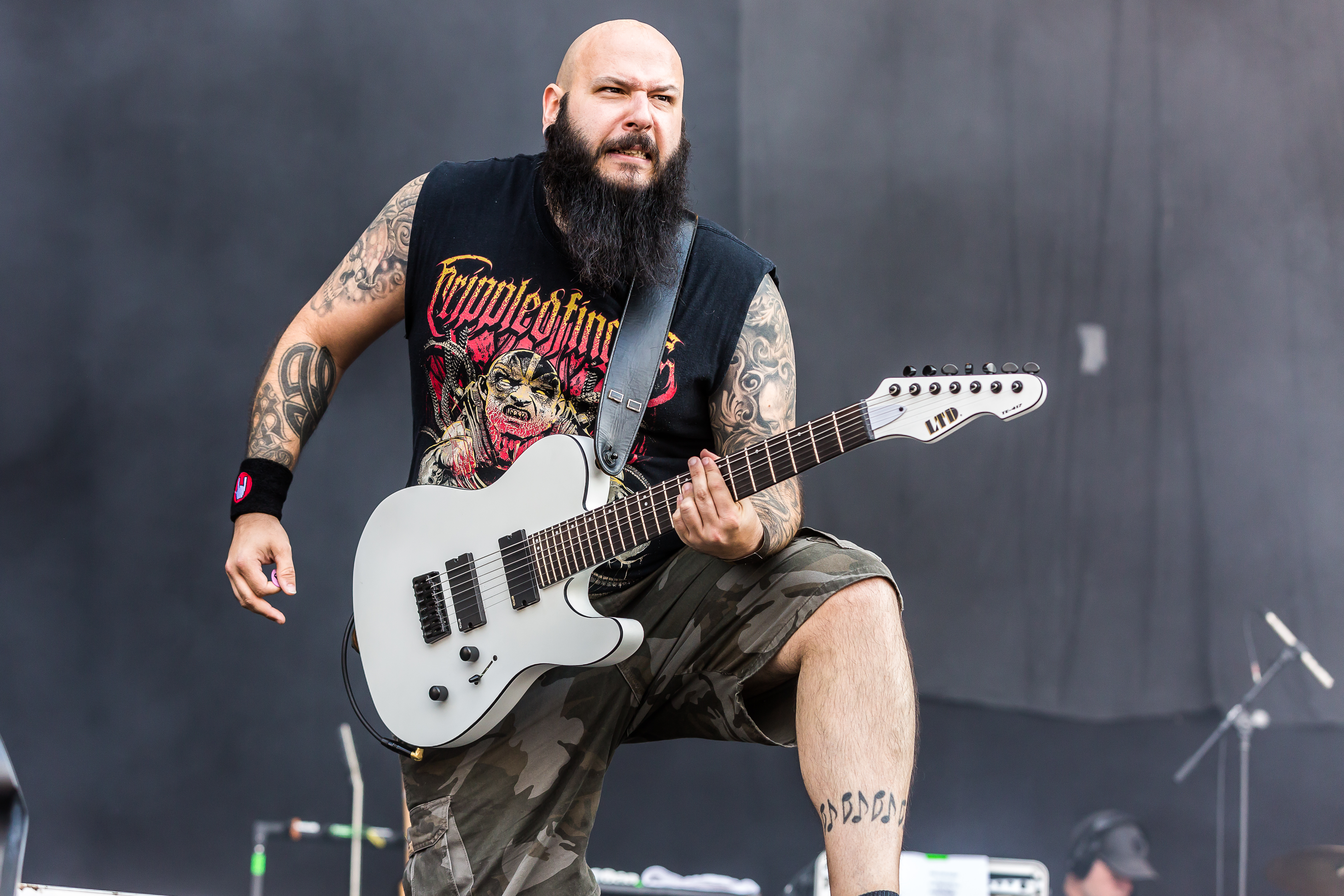
Lead-Gitarrist Adam Phillips
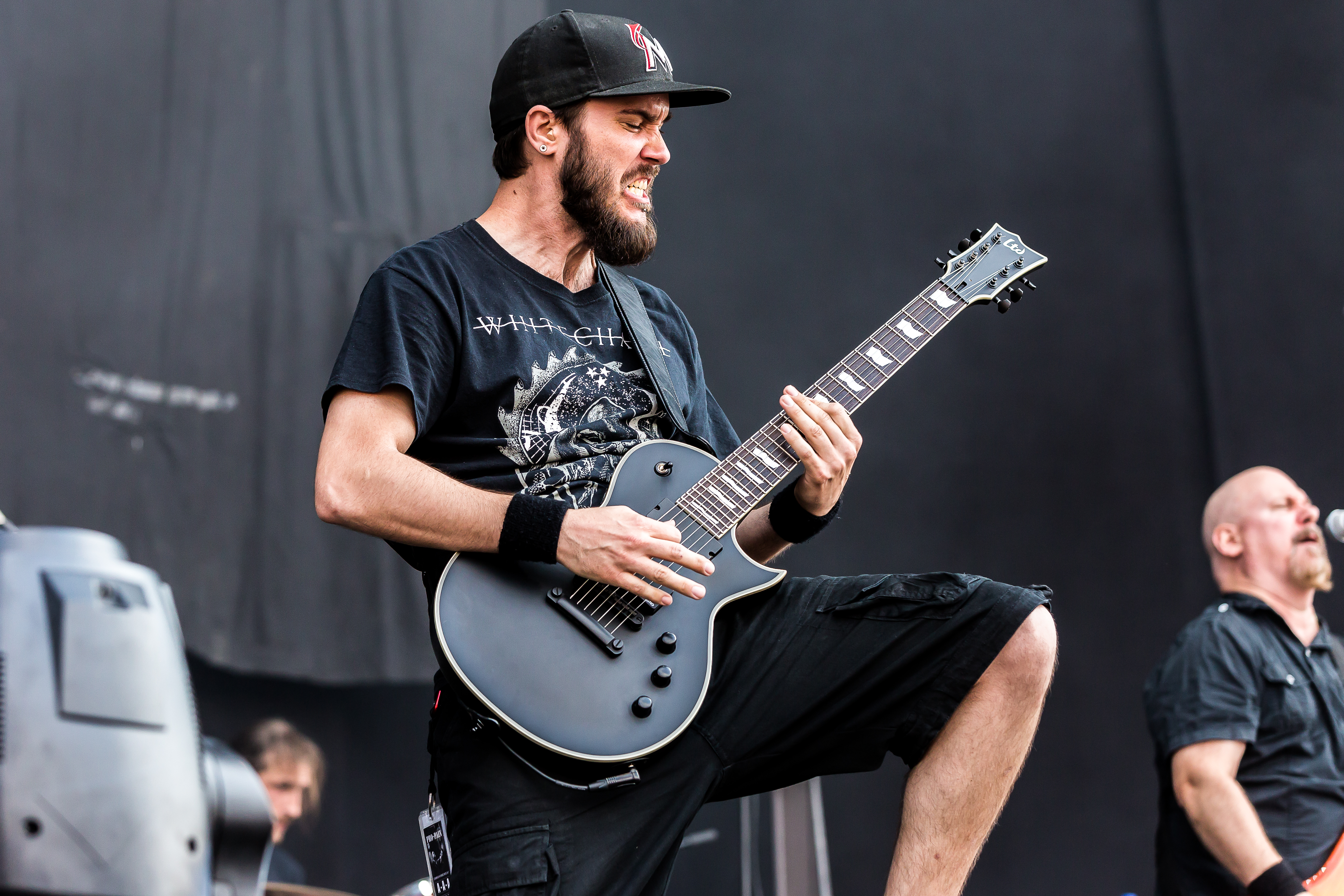
Rhythmus-Gitarrist Matt Sheridan
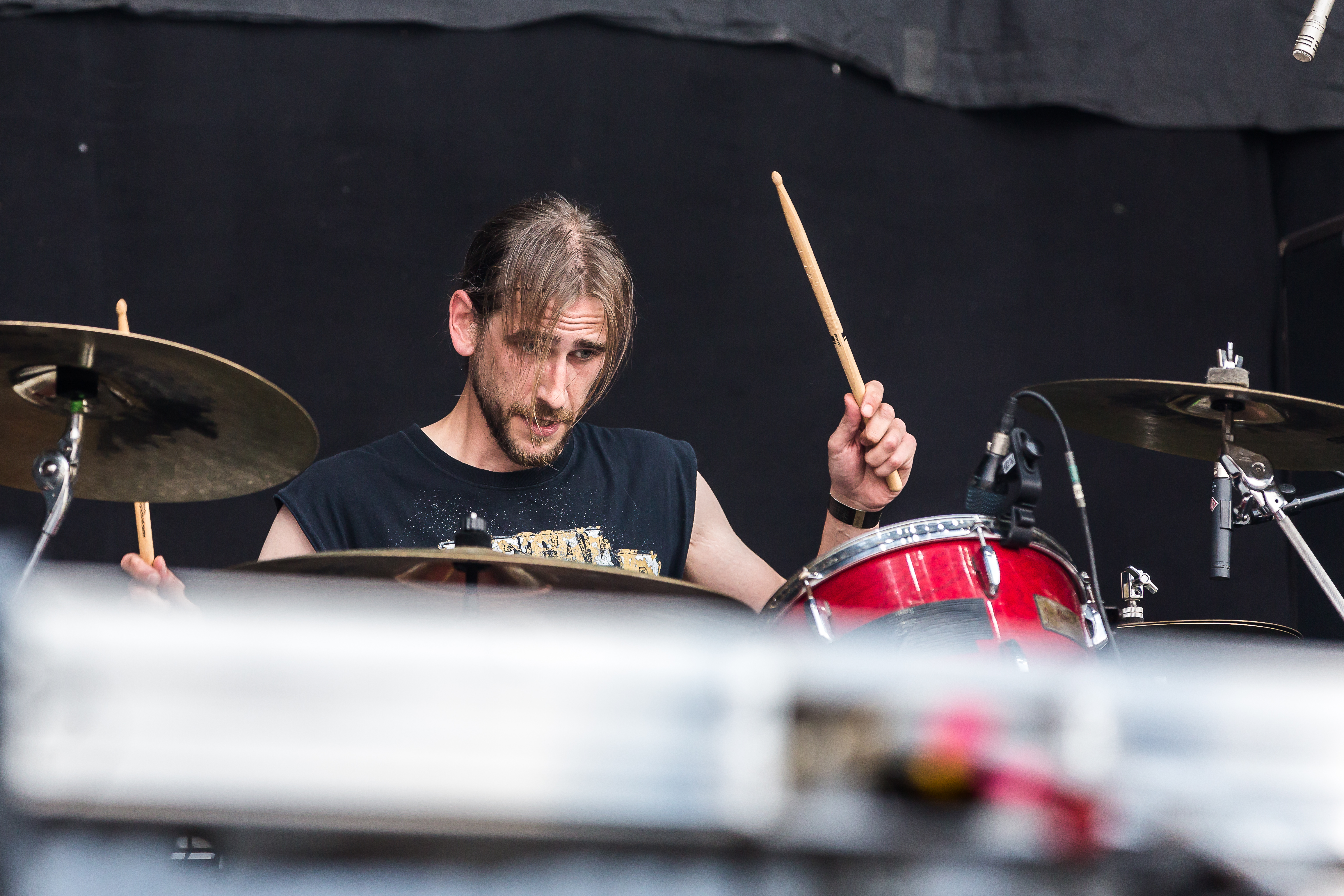
Schlagzeuger Jonas Sanders

## Diskografie

### Alben
- 1992: Foul Taste of Freedom (Digital Dimension)
- 1994: The Truth Hurts (Energy Records)
- 1996: Contents Under Pressure
- 1997: Pro-Pain
- 1999: Act of God
- 2000: Round 6
- 2000: Best of Pro-Pain Vol. 1
- 2001: Best of Pro-Pain Vol. 2
- 2001: Raw Video (DVD)
- 2001: Road Rage (Livealbum)
- 2002: Shreds of Dignity
- 2003: Run for Cover (Coveralbum)
- 2004: Fistful of Hate
- 2005: Prophets of Doom
- 2007: Age of Tyranny – The Tenth Crusade
- 2008: No End in Sight
- 2010: Absolute Power
- 2011: 20 Years of Hardcore
- 2012: Straight to the Dome
- 2013: The final revolution
- 2015: Voice of Rebellion